# もしもお許し願えれば女について話しましょう
『もしもお許し願えれば女について話しましょう』（もしもおゆるしねがえればおんなについてはなしましょう）は、1976年10月に平田満がリリースしたシングルである。

## 略歴・概要
2枚前のシングルで東北弁ラップの先駆『愛の狩人』（1976年2月5日発売）のヒットの余韻で出したラテンファンク民謡である。ジャケット写真も『愛の狩人』の別テイクを流用している。
この長いタイトルは、1964年のエットーレ・スコラ監督の映画『もしお許し願えれば女について話しましょう』からの明らかな引用である。この映画も、ひとりの主人公が複数のシチュエーションでくりひろげる艶笑ショートコント集である。『愛の狩人』も同様の構成をもち、平田満への「イタリア式コメディ」の影響は深刻である。
『もしもお許し願えれば女について話しましょう』は、歌詞はイントロの「もしもお許し願えれば女について話しましょう」という語りから始まり、笑い声で女性を4種類に分類・分析し、4部構成で解説する。平田自身の『愛の狩人』や、のちの由紀さおりの楽曲『う・ふ・ふ』（1977年）、あるいは3部構成の松本隆作詞群である三木聖子の『三枚の写真』（1977年）、五十嵐夕紀の『第一印象』（1978年）等と同様の構成である。楽曲に関しては、編曲に小笠原寛こと手使海ユトロが起用され、チョッパー・ベースに特徴のあるファンクが形成され、歌唱は『東村山音頭』を正調で披露した徹底した民謡調である。『運命が二人を分かつまで』の曲調・歌唱は、イントロから徹頭徹尾、内山田洋とクール・ファイブ『中の島ブルース』（1975年）に酷似した堂々たるムードコーラス歌謡である。

## 収録曲
1. もしもお許し願えれば女について話しましょう
  - 作詞本野丈弾 / 作曲金野孝 / 編曲小笠原寛
  - 音楽出版社　日音
  - 演奏時間 3分21秒
2. 運命が二人を分かつまで
  - 作詞本野丈弾 / 作曲金野孝 / 編曲土持城夫
  - 音楽出版社　日音
  - 演奏時間 3分20秒

## 註
1. 1 2  シングル『もしもお許し願えれば女について話しましょう』のジャケットの記述を参照。